# Adaptive Services Grid
Adaptive Services Grid (ASG) ist eine Referenzarchitektur zur Bereitstellung und Orchestrierung von semantisch beschriebenen IT-Diensten (Semantic Web Services). Die ASG wurde in einem gleichnamigen Integrierten EU-Projekt zwischen September 2004 und Februar 2007 entwickelt, welches vom Sixth Framework Programme der Europäischen Kommission unterstützt wurde.

## Projektübersicht
| Projektkoordinator                           | Universität Potsdam                    |
| Wissenschaftlicher Koordinator               | Dr. Dominik Kuropka                    |
| Projektdauer                                 | 1. September 2004 bis 28. Februar 2007 |
| Projektfinanzierung (Europäische Kommission) | 7,5 Millionen €                        |
| Projektfinanzierung (Total)                  | 11,5 Millionen €                       |

## Projektpartner
An der Entwicklung des ASG waren 22 Partner aus 7 Ländern beteiligt.
| Land        | beteiligte Unternehmen / Forschungseinrichtungen |
| ----------- | --- |
| Polen       | Astec, Marketplanet, Polska Telefonia Cyfrowa, Poznan University of Economics, RodanSystems, Telekomunikacja Polska                                              |
| Deutschland | DaimlerChrysler, FH Furtwangen, Fraunhofer IESE, Hasso-Plattner-Institut, Siemens, Transit, Universität Koblenz-Landau, Universität Leipzig, Universität Potsdam |
| Österreich  | Hanival, Universität Innsbruck |
| Irland      | National University of Galway |
| Australien  | Swinburne University of Technology |
| Norwegen    | Telenor |
| Finnland    | Universität Jyväskylä |

## Projektergebnisse
Eine komplette Liste der Projektergebnisse kann online eingesehen werden.

### Schlüssel-Ergebnisse
- ASG Referenzarchitektur
- Proof of Concept durch einen Prototyp zur Dienstintegration und deren Methoden
- Geschäftsszenarien für semantisch beschriebene IT-Dienste

### Service Delivery Lifecycle
Die bei der ASG-Plattform registrierten IT-Dienste stellen – im Gegensatz zu UDDI – keinen statischen Satz dar, sondern werden ständig re-evaluiert und gegebenenfalls durch neue, besser auf bestimmte Anfragen passende Dienste ergänzt. Diese neuen Dienste können sowohl direkt von bekannten Providern stammen und lediglich in neuen Kontexten verwendet werden, als auch von der ASG-Plattform automatisch neu geplant, generiert, eingebunden und in Kraft gesetzt werden. In der ASG-Registry sind damit sowohl klassische, als auch dynamisch generierte IT-Dienste erfasst. Diesen Service Delivery Lifecycle durchläuft das Service-System, sobald Anfragen an die Service-Plattform gestellt werden, die die Plattform mit den bis dato registrierten bzw. aktuell erreichbaren Diensten nicht bedienen kann. Hierfür ist es essenziell, dass sämtliche von Service-Providern bereitgestellten Dienste über eine passende semantische Beschreibung verfügen.

### Domänenontologie
Die semantische Beschreibung der Dienste erfolgt bei ASG auf Basis einer innerhalb der Domäne einheitlichen Ontologie. Durch diese Domänenontologie wird eine Art lokaler Standard für den Datenaustausch zwischen den IT-Diensten geschaffen. Dadurch wird die ASG-Plattform in die Lage versetzt, die Funktionalität und Bedeutung eines IT-Dienstes in Grenzen zu erfassen. Die Domänenontologie wird bei ASG in der Web Service Modeling Language (WSML) verfasst.